# Gorgone umbratica
Gorgone umbratica là một loài bướm đêm trong họ Noctuidae.